# Chortaj
Chortaj (oryginalna nazwa ukr. хорт, ros. хортая борзая [chortaja borzaja]) – rasa psa z grupy chartów rosyjskich, uważana przez niektórych badaczy za krótkowłosą odmianę charta rosyjskiego (borzoja).
Kovácová uważała, że chortaj jest krzyżówką charta angielskiego z borzojem oraz z chartami w typie tazy – krymka i gorka. Ostatnio wśród kynologów dominuje pogląd, iż pierwotny chortaj pochodzi z Bliskiego Wschodu od psów orientalnych w typie saluki i dopiero później przez skrzyżowanie nabył niektóre cechy charakterystyczne dla borzoja.
Dzisiejszy chortaj w niewielkiej liczbie egzemplarzy jest hodowany przez grupę hodowców rosyjskich.
Pielęgnacja Chortaja jest łatwa. Ze względu na krótką sierść, wystarczy co jakiś czas przeczesać psa, wymaga jednak specjalistycznej diety. Psy tej rasy dożywają około 14-15 lat. Do około 10-tego roku życia mogą polować. Liczebność osobników Chortaj sięga około 2500-3500.
Generalnie wyróżnia się dwa typy chortai:
- typ rostowski – duże rosłe charty o mocnej konstrukcji i dużej wytrzymałości przystosowane do nizinnych terenów stepowych typowych dla obwodu rostowskiego;
- typ stawropolski – o mniejszych rozmiarach, bardziej lekkiej budowie i większej szybkości na krótkich dystansach sprawdzający się na przedgórzu kaukaskim kraju stawropolskiego.

Pierwsze egzemplarze charta polskiego, które zapoczątkowały oficjalną hodowlę pochodzą ze wspomnianego okręgu Rostowskiego, stały się podstawą do opracowania wzorca. Niektórzy rosyjscy kynolodzy twierdzą, m.in. Gusiew, że dawny chart polski to chortaj. Inni twierdzą, że chart polski został wywieziony do Rostowa po Powstaniu Styczniowym.
Rasa chortaj nie jest zarejestrowana w FCI.